# 桑圭内托
桑圭内托（義大利語：Sanguinetto），是意大利维罗纳省的一个市镇。总面积13.63平方公里，人口4153人，人口密度304.7人/平方公里（2009年）。ISTAT代码为023072。